# وزن خفيف الثقيل (فنون القتال المختلطة)
وزن خفيف الثقيل (بالإنجليزية: Light heavyweight) هي فئة وزن في فنون القتال المختلطة. بطولة القتال النهائي (UFC) تعتبر المتسابقين الذين تتراوح أوزانهم بين 186–205 رطلاً (84–93 كجم) ضمن هذا الوزن.